# Чочиле
Чочиле (рум. Ciocile) — село у повіті Бреїла в Румунії. Адміністративний центр комуни Чочиле.
Село розташоване на відстані 100 км на північний схід від Бухареста, 74 км на південний захід від Бреїли, 131 км на північний захід від Констанци, 90 км на південний захід від Галаца.

## Населення
Станом на 1 грудня 2021 року населення складало 1577 осіб.
За даними перепису населення 2002 року у селі проживали 2180 осіб, усі — румуни. Усі жителі села рідною мовою назвали румунську.